# MARS500

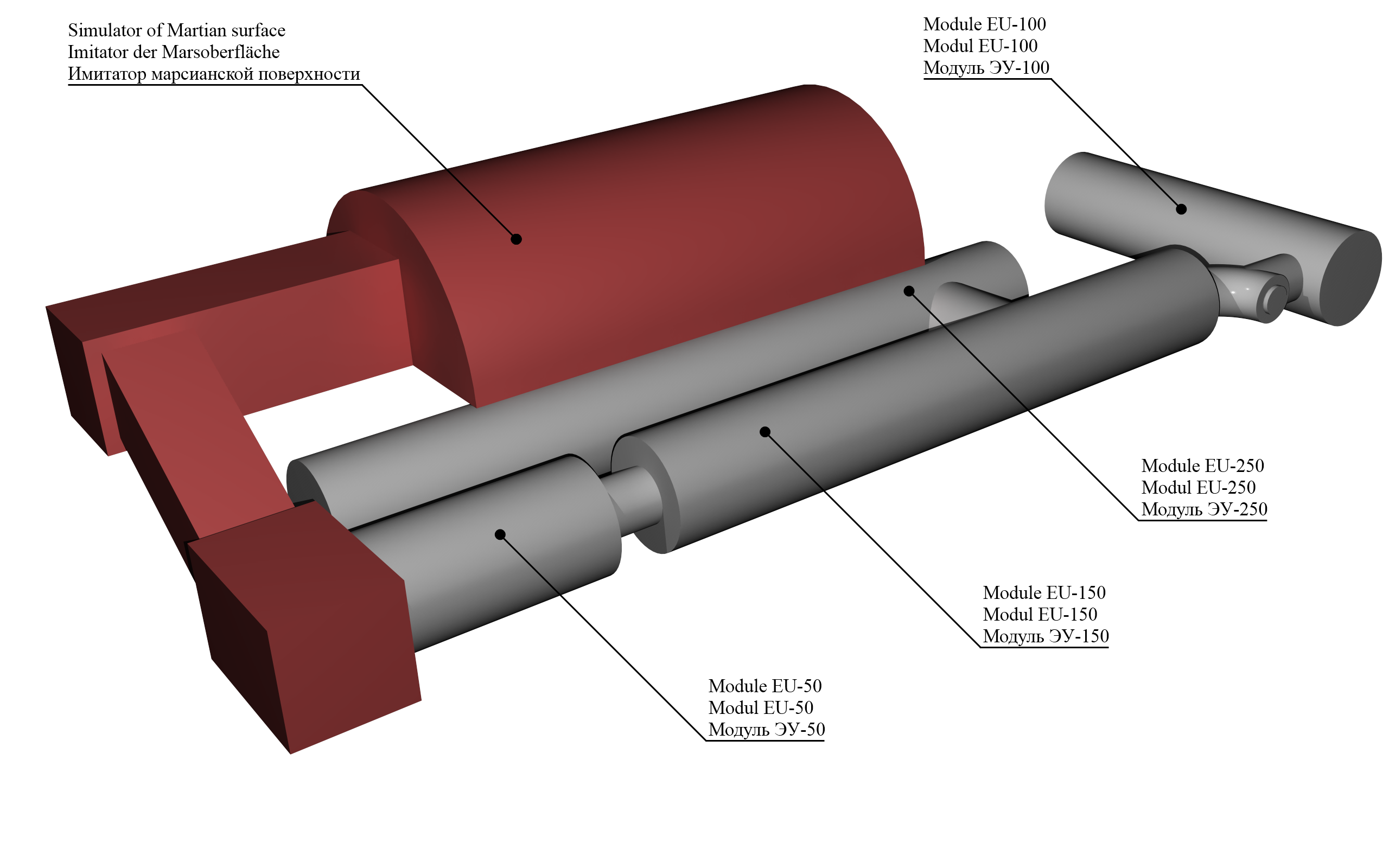
実験を行った施設の図

MARS500とは将来の有人火星飛行の際、宇宙飛行士の人体や精神にどのような影響が出るのかを研究するためロシアのモスクワで行われた実験である。
実験は2010年6月、欧州宇宙機関とロシア医学生物学研究所が協力して開始された。実験に参加した6名のクルーは、外部から隔離された模擬宇宙船の中で520日間を過ごし、2011年11月に実験は無事に終了した。実験中には地球と離れて交信する際の遅れなども再現され、火星に降りるシミュレーションも行われた。
実験に参加したクルーはロシア人3名、イタリア人、フランス人、中国人各1名の計6人であった。参加したクルーには調査協力費として約300万ルーブルが支払われる。

## 註
1. ↑  “火星有人探査のシミュレーション実験「Mars500」が終了”.   AstroArts (2011年11月7日). 2011年11月27日閲覧。
2. 1 2  “計520日間の火星長期閉鎖実験、「マーズ500」始まる”.   Sorae.jp (2011年6月4日). 2011年11月27日閲覧。
3. ↑  “人類火星に降り立つ！　ただしシミュレーション”.   AstroArts (2011年2月15日). 2011年11月27日閲覧。